# Acido vanillico
L'acido vanillico con nome sistematico acido 4-idrossi-3-metossibenzoico, è un acido fenolico presente in natura.
La struttura è costituita da quella dell'acido 4-idrossibenzoico, cioè da un anello benzenico con un gruppo carbossilico {\displaystyle {\ce {(-COOH)}}} e un gruppo idrossilico {\displaystyle {\ce {(-OH)}}} come sostituente in posizione 4 dell'anello benzenico, con un gruppo metossile {\displaystyle {\ce {(-OCH3)}}} sostituente in posizione 3. È un solido cristallino bianco poco solubile in acqua.
È classificato con numero 959 dal JECFA come aroma e fragranza e produce un caratteristico sapore e odore gradevole e cremoso. Il suo utilizzo è ammesso anche dal regolamento UE delle sostanze aromatizzanti per uso alimentare. L'acido vanillico, che è considerato uno degli acidi clorogenici, è una forma ossidata della vanillina.

## Metabolismo
L'ossidazione enzimatica della vanillina avviene rapidamente per l'azione dell'aldeide ossidasi con scarso contributo dalla xantina ossidasi o dall'aldeide deidrogenasi. L'acido vanillico è il prodotto intermedio nella bioconversione in due fasi dell'acido ferulico in vanillina. È un sottoprodotto metabolico dell'acido caffeico e si trova spesso nelle urine degli esseri umani che hanno consumato caffè, cioccolato, tè e dolciumi aromatizzati alla vaniglia. L'acido vanillico inibisce selettivamente e specificamente l'attività della 5-nucleotidasi comportandosi come antidoto del veleno della naja naja. L'acido vanillico è un metabolita microbico presente in Amycolatopsis, Delftia e Pseudomonas.
La vanillato demetilasi nell'Acinetobacter e nei Pseudomonas catalizza l'ossidazione dell'acido vanillico ad acido protocatecuico in presenza di NADH.

## Occorrenza in natura
L'acido vanillico è stato isolato in molti vegetali, non necessariamente assieme alla vanillina.
Quelli dove è stato rilevato a più alte concentrazioni sono Picrorhiza kurrooa, Coriandolo (Coriandrum sativum) , Cipolla (Allium cepa), Salvia, Panax ginseng, Solidago gigantea, Armoracia rusticana, Angelica sinensis. Alcuni estratti da queste piante con alto tenore di acido vanillico (Picrorhiza kurrooa, Panax ginseng, Angelica sinensis) sono considerati medicine erbali.

### Occorrenza negli alimenti
La presenza in tanti vegetali comporta la presenza anche nelle loro parti o derivati edibili.
| Concentrazione (mg/100g) di acido vanillico    | Concentrazione (mg/100g) di acido vanillico |
| ---------------------------------------------- | ------------------------------------------- |
| Olio di Açaí Euterpe oleracea                  | 161,6                                       |
| Coriandolo Coriandrum sativum                  | 41,667                                      |
| Vino bianco                                    | 12,39                                       |
| Cipolla Allium cepa                            | 8,923                                       |
| Basilico dolce Ocimum basilicum                | 7                                           |
| Oliva                                          | 6,317                                       |
| Origano comune Origanum vulgare                | 6                                           |
| Rafano Armoracia rusticana                     | 4,5                                         |
| Arachidi                                       | 4,3                                         |
| Polvere di cacao                               | 3,7                                         |
| bietola Beta vulgaris var. cicla               | 3,65                                        |
| Fagiolo Phaseolus vulgaris                     | 2,854                                       |
| Salvia comune Salvia officinalis               | 2,707                                       |
| Cetriolo Cucumis sativus                       | 2,516                                       |
| Mirtillo rosso americano Vaccinium macrocarpon | 2,367                                       |
| Rosmarino Rosmarinus officinalis               | 2,044                                       |
| Timo comune Thimus vulgaris                    | 2,033                                       |
| Broccoli Brassica oleracea var. italica        | 1,833                                       |
| Carota Daucus carota                           | 1,805                                       |
| Dragoncello Artemisia dracunculus              | 1,8                                         |
| Datteri Phoenix dactylifera                    | 1,662                                       |
| Grano tenero Triticum aestivum                 | 1,658                                       |
| Pane di segale                                 | 1,535                                       |
| Segale Secale cereale                          | 1,521                                       |
| Pastinaca Pastinaca sativa                     | 1,426                                       |
| Peperone verde Capsicum annuum                 | 1,21                                        |
| Peperone rosso dolce italiano                  | 1,166                                       |
| Lattuga romana Lactuca sativa var. longifolia  | 1,024                                       |

## Produzione
L'acido vanillico può essere prodotto per ossidazione con ossido di argento (resa 83–95%) della vanillina o della coniferina e acetileugenolo.
Può essere ottenuto attraverso l'ossidazione della lignina, anche con processi biologici di fermentazione.

## Utilizzo
Oltre alle note proprietà aromatizzanti, l'acido vanillico ha proprietà antimicrobiche e antielmintiche.
Alcuni studi concludono che abbia anche proprietà antinfiammatorie.
Può essere utilizzato come substrato nella sintesi di alcuni farmaci: Etamivan, Modecainide, Vanitiolide, ecc...
L'acido vanillico viene acetilato e convertito nel suo cloruro acido; l'ammidazione mediata dalla base forte con bromexina dà brovanexina.